# Fort Lyon
Pour l’article homonyme, voir Lyon (homonymie).
Fort Lyon (aussi connu sous le nom de fort Wise) est un fort situé sur les plaines orientales du Colorado. Il a été utilisé comme sanatorium et complexe neuropsychiatrique et prison de sécurité minimale. L'État a fermé la prison en 2011, et au début 2013 a proposé d'utiliser le site comme centre de réinsertion pour les personnes sans abri. Puis fin 2013, il devient un complexe de réinsertion transitoire pour les personnes sans abri avec des problèmes d'addiction. Il est géré par la coalition du Colorado pour les sans abris et développe actuellement un programme.
Le fort est inscrit sur le Registre national des lieux historiques. Une partie du site, le cimetière national de fort Lyon, qui a accueilli des inhumations à partir de 1907, reste ouverte. Il est à ne pas confondre avec Fort Lyon (en) en Virginie

## Histoire
Construit sur la rivière Arkansas, il fut utilisé jusqu'à la construction d'un nouveau fort, près de la ville actuelle de Las Animas, en 1867. Son objectif était d'assurer la piste de Santa Fe. Le nom de « Fort Wise » en vigueur jusqu'en 1862 lui avait été donné en l'honneur du gouverneur de l'un des États de la Confédération, puis lors de la guerre de Sécession il fut rebaptisé en hommage à Nathaniel Lyon, tué dans le Missouri en 1861.

### Sand Creek
Le Fort Lyon est tristement célèbre pour avoir été la base opérationnelle du colonel John Chivington, en 1864, lors du massacre de Sand Creek, une attaque contre des tribus amérindiennes qui se rendaient vers une nouvelle réserve en Oklahoma. En mai 1864, après des tensions entre les Cheyennes et les autorités fédérales, les Amérindiens reviennent du fort Larned vers le fort Lyon. Le gouverneur Evans obtient l'autorisation du département à la Guerre de lever un régiment de volontaires pour « pacifier » les Amérindiens. Sur les instructions du capitaine Antony et après avoir récupéré des chevaux et des armes, les Amérindiens partent à 40 milles (64 km) du fort Lyon à Sand Creek. Le 29 novembre 1864, le colonel Chivington, avec une force d'environ 1 000 hommes, attaque et massacre 200 guerriers et 500 femmes dans une centaine de tipis. L'enquête du Congrès qui suivit provoque une vague d'indignation publique face à la tuerie de vieillards, de femmes et d'enfants, ainsi que le démembrement des corps et l'exposition publique de leurs restes.
L'inondation par la rivière Arkansas en 1866 conduit l'armée américaine à choisir un nouvel emplacement près de Las Animas. La construction est achevée en 1867. Des Amérindiens furieux brûlent ensuite le vieux fort. L'armée abandonne le fort Lyon en 1897.

### Époque contemporaine
En 1906, la Marine américaine y ouvrit un sanatorium pour traiter les soldats atteints de tuberculose, en raison du climat sec et de l'isolement du fort. Le 22 juin 1922, le Bureau des Vétérans prit en charge son fonctionnement. En 1930, l'administration de l'hôpital fut transférée à l'Administration des Vétérans, nouvellement créée, qui, en moins de trois ans, fit de Fort Lyon une unité de neuropsychiatrie.
En 2001, l'hôpital fut fermé et confié à l'État du Colorado en vue de sa conversion en centre carcéral. Le cimetière national de Fort Lyon, qui avait été créé en 1907, est toujours en service.
En septembre 2013, le gouverneur John Hickenlooper annonce la réouverture du fort Lyon en tant que complexe de réinsertion psychiatrique isolé pour les personnes sans abri avec des problèmes d'addiction  géré par la Coalition du Colorado pour les sans-abris,. En novembre 2015, il accueille plus de 200 patients.